# Cháradros
Le Cháradros, en grec moderne : Χάραδρος, est un fleuve côtier situé dans la partie nord de l'Achaïe, en Grèce. Son parcours, d'une longueur de 7,6 kilomètres, se situe entièrement dans la municipalité de Patras.

## Géographie
La source du fleuve Cháradros se trouve dans la montagne Panachaïkó, au nord-ouest de son point culminant. Il coule en direction du nord-ouest dans une vallée étroite et boisée. Dans son cours inférieur, il passe par les villages de Skióessa et de Kato Kastritsi (en). Sur la rive nord se trouve l'université de Patras. Le Cháradros est traversé par la route nationale grecque 8 et l'autoroute A5, ainsi que par la ligne du Pirée à Patras. Elle se jette dans le golfe de Patras, dans le quartier de Kastellokampos (en), au nord de Patras.

## Histoire
Dans l'Antiquité, les bergers croyaient que les femelles qui buvaient l'eau de la rivière portaient surtout des petits mâles ; pour cette raison, ils n'y abreuvaient que leurs vaches. 
Les autres noms historiques sont Belbitsianiko et Bozaitiko. 

### Source de la traduction
- (en) Cet article est partiellement ou en totalité issu de l’article de Wikipédia en anglais intitulé « Charadros » (voir la liste des auteurs).